# Clione antarctica
Clione antarctica (лат.) — вид морских брюхоногих моллюсков из семейства Clionidae отряда крылоногих (Pteropoda).

## Описание
Длина тела составляет 1—3 см. Clione antarctica имеет приспособления для хранения липидов, которые могут составлять до 5 % от его массы. Используя эти запасы он может жить без пищи в течение шести месяцев.
Откладывает яйца весной.
Синтезирует птероэнон[неизвестный термин], отпугивающий рыб. Бокоплав Hyperiella dilatata стремятся держаться рядом с Clione antarctica, находясь под защитой секрета птероэнона.
Clione antarctica — хищный пелагический моллюск, основной пищей которого является моллюск Limacina rangii. Сам же он служит пищей медузе Diplumaris antarctica.

## Ареал
Прибрежные воды Антарктики.